# 田中惣五郎
田中 惣五郎（たなか そうごろう、1894年3月14日 - 1961年9月4日）は、日本の歴史家（近現代史家）。

## 来歴
新潟県生まれ。高田師範学校（現在の新潟大学教育学部・上越教育大学の旧制前身校）卒。上京して私立順天中学教員を務め、社会運動に挺身しつつ著作活動を行い、1929年、啓蒙的著作である『日本叛逆家列伝』でデビューした。その後吉野作造の誘いで明治文化研究会に参加、ここでの例会報告をもとに『東洋社会党考』を1930年に刊行したのを皮切りに、左派的立場に立つ在野の近代史家として活躍した。1953年、明治大学教授、1960年、『北一輝』で毎日出版文化賞受賞。

## 業績
おおむね戦前は、明治維新史を中心として維新の三傑を始めとする政治家（あるいは政府寄りの人物）の伝記等を書き、戦後は反政府的人物や自由民権運動家、社会主義者などの伝記を書いた。

## 著書
- 解放群書 日本叛逆家列伝 解放社, 1929
- 東洋社会党考 一元社, 1930
- 与茂七 朝日書房, 1932
- 明治維新史読本 千倉書房, 1937
- 大久保利通 千倉書房, 1938
- 近代軍制の創始者大村益次郎 千倉書房,1938
- 指導者としての西郷南洲 千倉書房, 1938
- 近代日本歴史講座 第2冊 征韓論・西南戦争 白揚社, 1939
- 最後の将軍徳川慶喜 千倉書房, 1939、中公文庫, 1997
- 大陸の先駆者 興亜文化協会, 1939
- 幕末史読本 白揚社, 1939
- 吉田松陰 千倉書房, 1939
- 岩崎弥太郎 千倉書房, 1940
- 勝海舟 千倉書房, 1940
- 明治維新運動人物考 東洋書館, 1941
- 明治維新体制史 復古維新現状派の相関性 千倉書房, 1941
- 近代日本官僚史 東洋経済新報社出版部, 1941
- 木戸孝允 千倉書房, 1941
- 青年の明治維新史 東洋書館, 1942
- 北越草莽維新史 武蔵野書房, 1943
- 明治維新運動の展開 日本青年文化協会, 1943
- 大西郷の人と思想 今日の問題社, 1943
- 綜合明治維新史 第1-2巻 千倉書房, 1942－44
- 幕末海軍の創始者勝海舟・榎本武揚伝 日本海軍図書, 1944
- 日本官僚政治史 世界書院, 1947
- 日本社会運動史 1－2 世界書院, 1947-48
- 日本の自由民権 雄山閣, 1947
- 日本政治史概論　三元社, 1948
- 日本現代史えの反省 文理書院, 1949
- 自由民権家とその系譜 国土社, 1949
- 日本ファッシズムの源流 北一輝の思想と生涯 白揚社, 1949
- 近代日本女性の解放 印刷庁, 1949 (女性新書)
- 暴力と独裁 北隆館, 1950
- 歴史の教訓 文理書院, 1950
- 日本の資本主義 福村書店, 1951 (中学生歴史文庫)
- 天皇の研究 河出書房, 1951
- 日本の政党 創元社, 1953 (創元新書)
- 日本軍隊史 第1 理論社, 1954
- 岩崎弥太郎伝 東洋書館, 1955
- 幸徳秋水 一革命家の思想と生涯 理論社, 1955
- 吉野作造 日本的デモクラシーの使徒 未來社, 1958
- 西郷隆盛 吉川弘文館, 1958、新版1985 (人物叢書)
- 北一輝 日本的ファシスト象徴 未來社, 1959
- 日本ファシズム史 河出書房新社, 1960
- 大正社会運動史 三一書房, 1970
- 日本の自由民権と民権家―人物の系譜と運動の運命 書肆心水, 2023
- 天皇と軍隊―近代日本国家起動の力、その起源と確立 書肆心水, 2023